# Werner Glade
Werner Glade (* 5. Dezember 1934 in Bremen; † 24. April 1990 in Bremen) war ein deutscher Architekt.

## Biografie

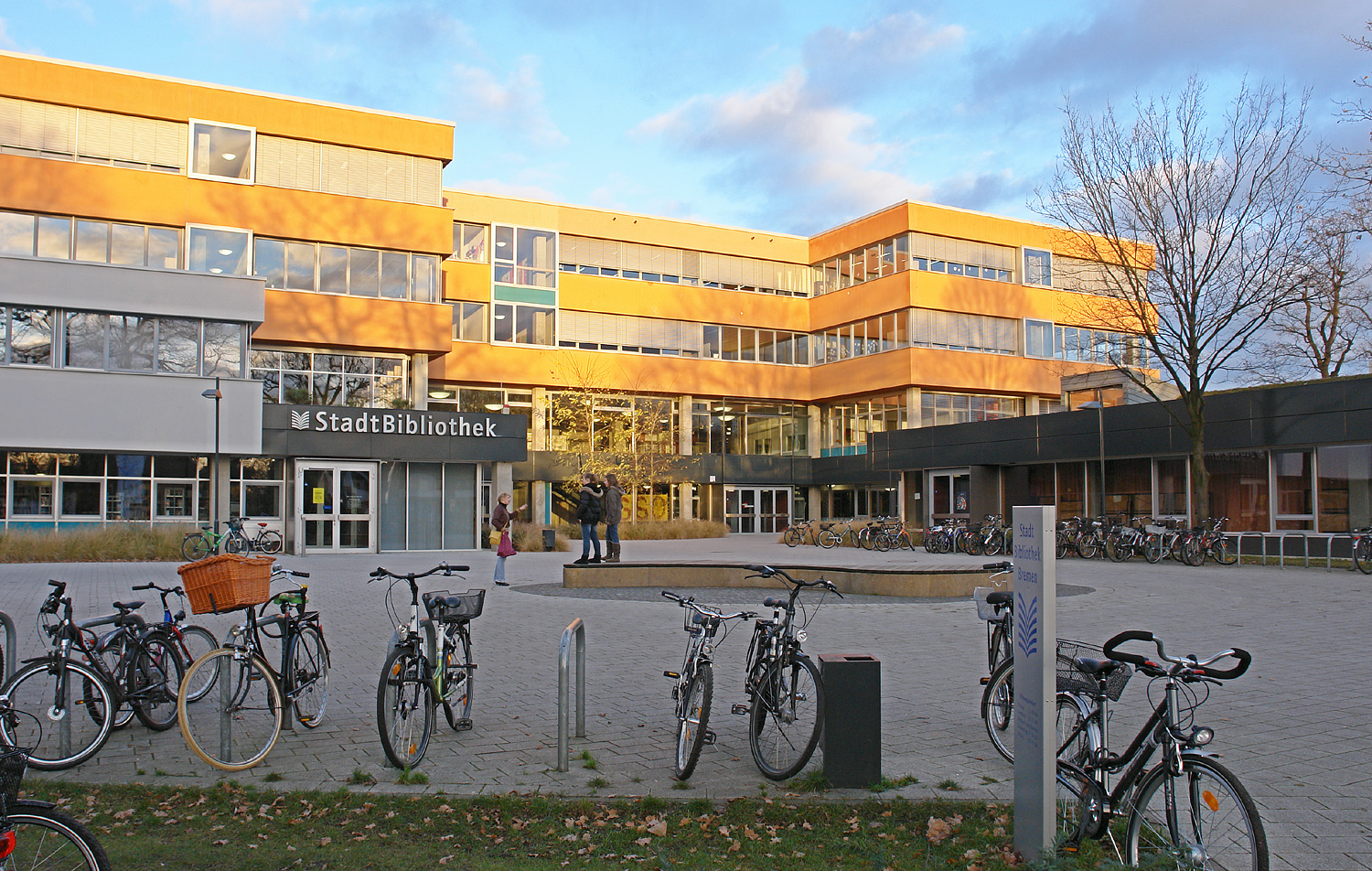
1972: Gesamtschule Bremen-Ost

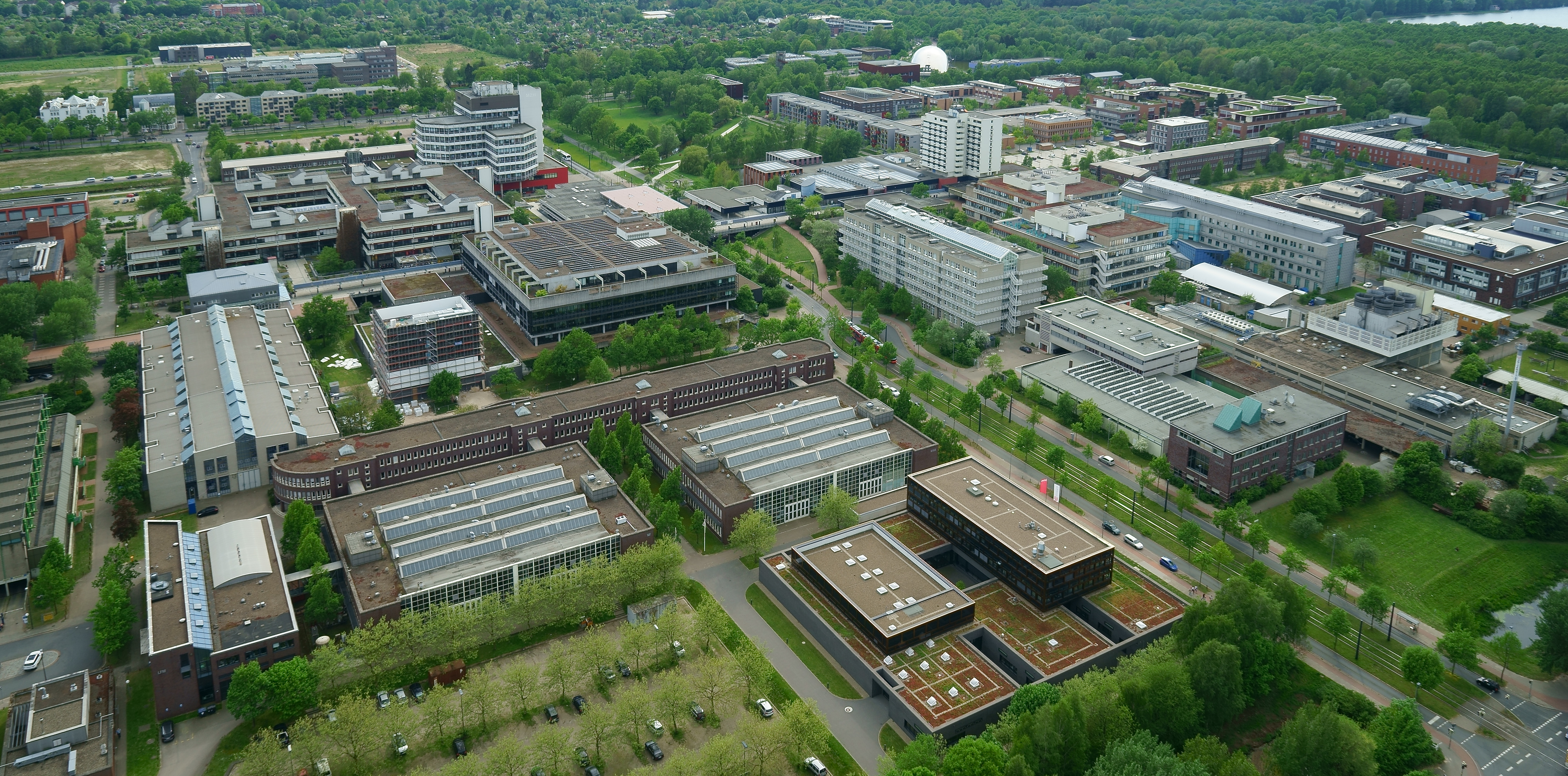
1973: GW 2 der Universität Bremen, hinten links

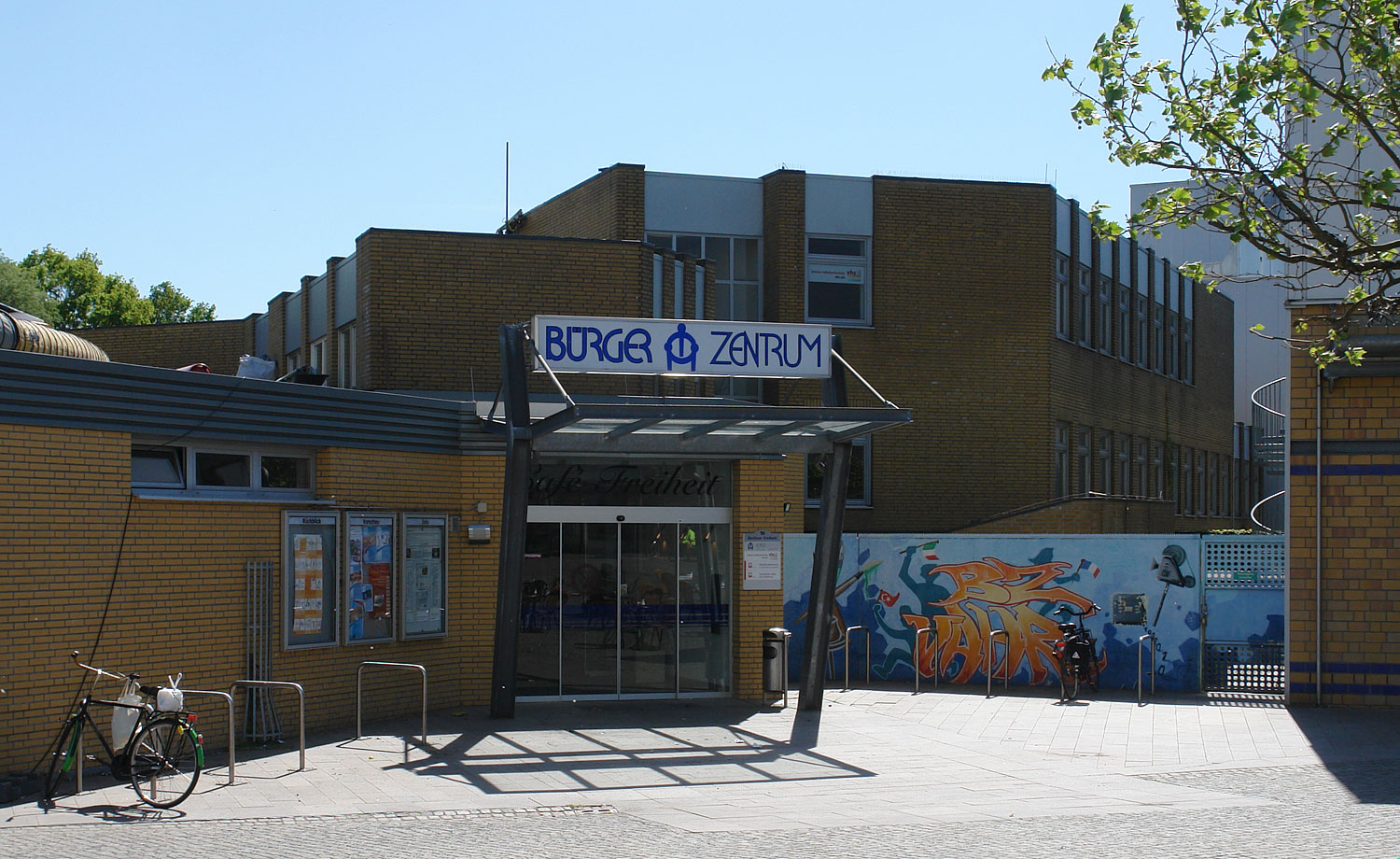
1975: Bürgerzentrum Vahr, Berliner Freiheit

Glade war der Sohn von Hermann und Berta Glade. Sein Vater war Friseur. Er studierte um 1960 Architektur an der Technischen Hochschule Braunschweig u. a. bei Friedrich Wilhelm Kraemer, der die Braunschweiger Schule begründete. Noch als Student entwarf und realisierte er bereits 1962 für seinen Vater ein Zweifamilienhaus in Bremen-Sebaldsbrück, Vahrer Straße.
Nach dem Studium gründete er in Bremen 1965 das Architekturbüro Glade und Zickerow. 1971 erweiterte sich die Gemeinschaft zum Architekturbüro Planungsgruppe 5 mit Werner Glade, Siegfried Köhl, Kristen Müller, Kurt Schmidt, Wilhelm Ude und Klaus Zickerow. 1975 wurde daraus die Arbeitsgemeinschaft – Architekturbüro  Glade, Köhl, Zickerow und seit 1977 das Architekturbüro Glade und Partner.
Um 1967 stellten eine Reihe junger Bremer Architekten – u. a. auch Glade – einen Plan vor, wie der Teerhof (eine Insel zwischen Mitte und Neustadt) in Bremen durch Wohn- und Geschäftshäuser mit bis zu zehn Geschossen in sehr verdichteter Bauweise bebaut werden könnte; diese Vorstellungen wurden nicht realisiert.
Bekannt wurde er unter anderem durch die Bauten der Gesamtschule Bremen-Ost in Bremen-Osterholz (1972), der GW 2 (Geisteswissenschaften) der Universität Bremen (1973), dem Bürgerzentrum Berliner Freiheit in der Bremer Vahr (1975), der Frauenklinik im Klinikum Bremen-Mitte (1986) an der Sankt-Jürgen-Straße und der Sanierung des Theaters am Goetheplatz, 1989–1990.
Glade war mit Rita Glade verheiratet und wohnte in Bremen-Hemelingen/Sebaldsbrück. Beide haben die zwei Töchter, Sabine Keil und die in Mailand, Hamburg und Bremen tätige Architektin Susanne Glade.

## Werke
- Kindertagesheime, Typenentwurf zus. mit Zickerow, als 1. Preis eines Wettbewerbs; es wurden um die 22 dieser Bauten von um 1968 bis um 1975 realisiert.
- Universität Bremen: Gesamtwettbewerb 1967, 2. Rang zus. mit Schmidt und Müller
- HNO-Klinik St. Jürgenstraße zus. mit Zickerow und Shanty, 1969–1973,
- Gesamtschule Bremen-Ost als Planungsgruppe 5, 1972[4]
- Universität Bremen: GW 2, 1. Preis im Wettbewerb und Realisierung, zus. mit Kristen Müller und Kurt Schmidt, 1973
- Bürgerzentrum Berliner Freiheit in Bremen-Vahr als Planungsgruppe 5, 1975
- Kreisportheim Verden zus. mit Zickerow als, 1. Preis eines Wettbewerbs, 1976, BDA-Preis Niedersachsen,
- Wohnbauten im Fährquartier Vegesack, 1982[5]
- Sozialzentrum Vahr, Bremen Vahr an der Berliner Freiheit, ab 1984
- Frauenklinik St. Jürgenstraße, Klinikum Bremen-Mitte, 1978–1986     (Vermeidbarer Abriss des Gesamtkunstwerkes 2021 nach zweifelhaften Gutachten)
- Frauenklinik Bremen – Nord, 1987–1988
- Gebäude der der Bezirkssportanlage Osterholz-Tenever, Walliser Straße genutzt vom OT Bremen, um 1988
- Sanierung des Theaters am Goetheplatz, 1989–1990

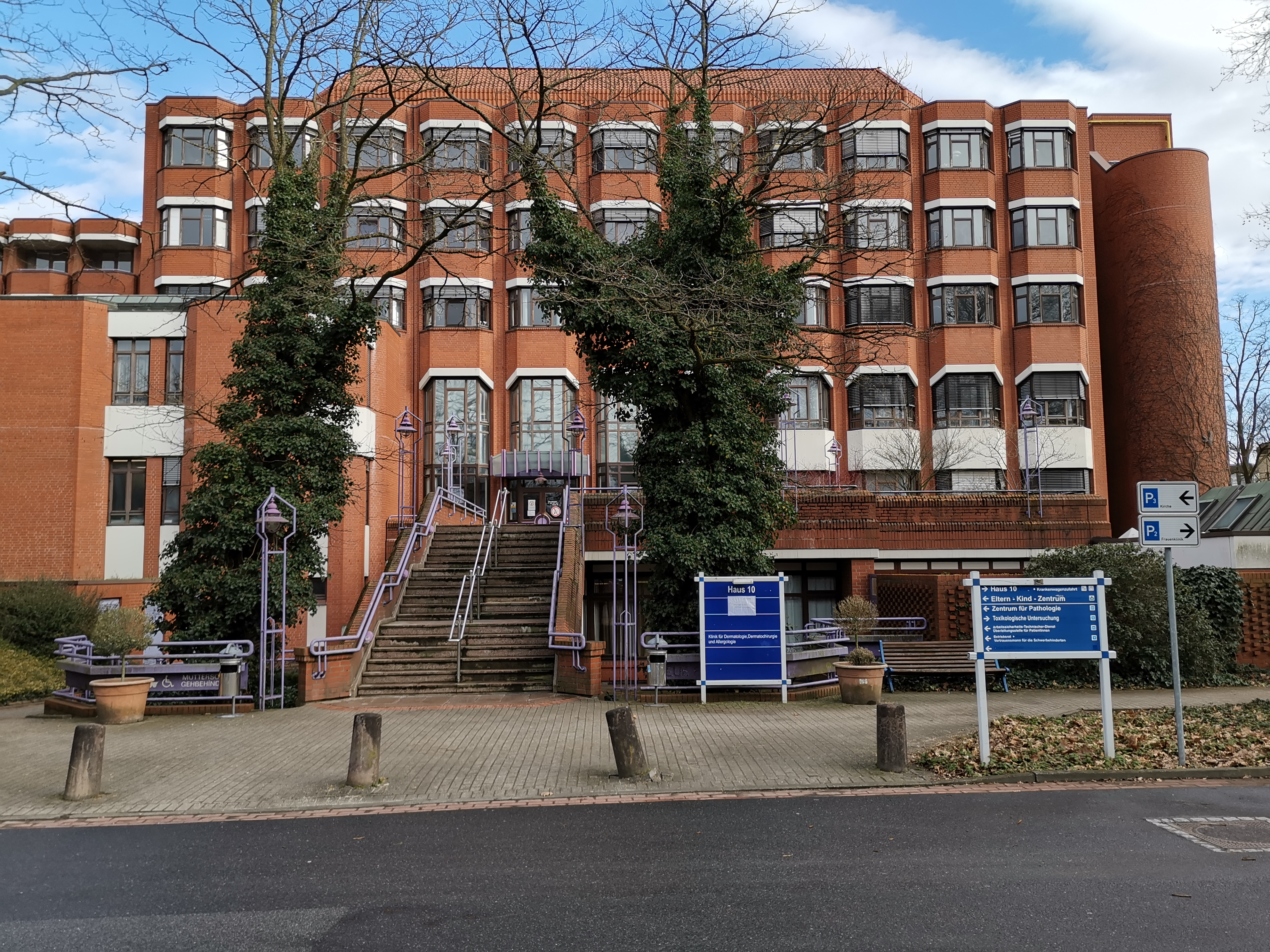
1986: Frauenklinik St. Jürgenstraße

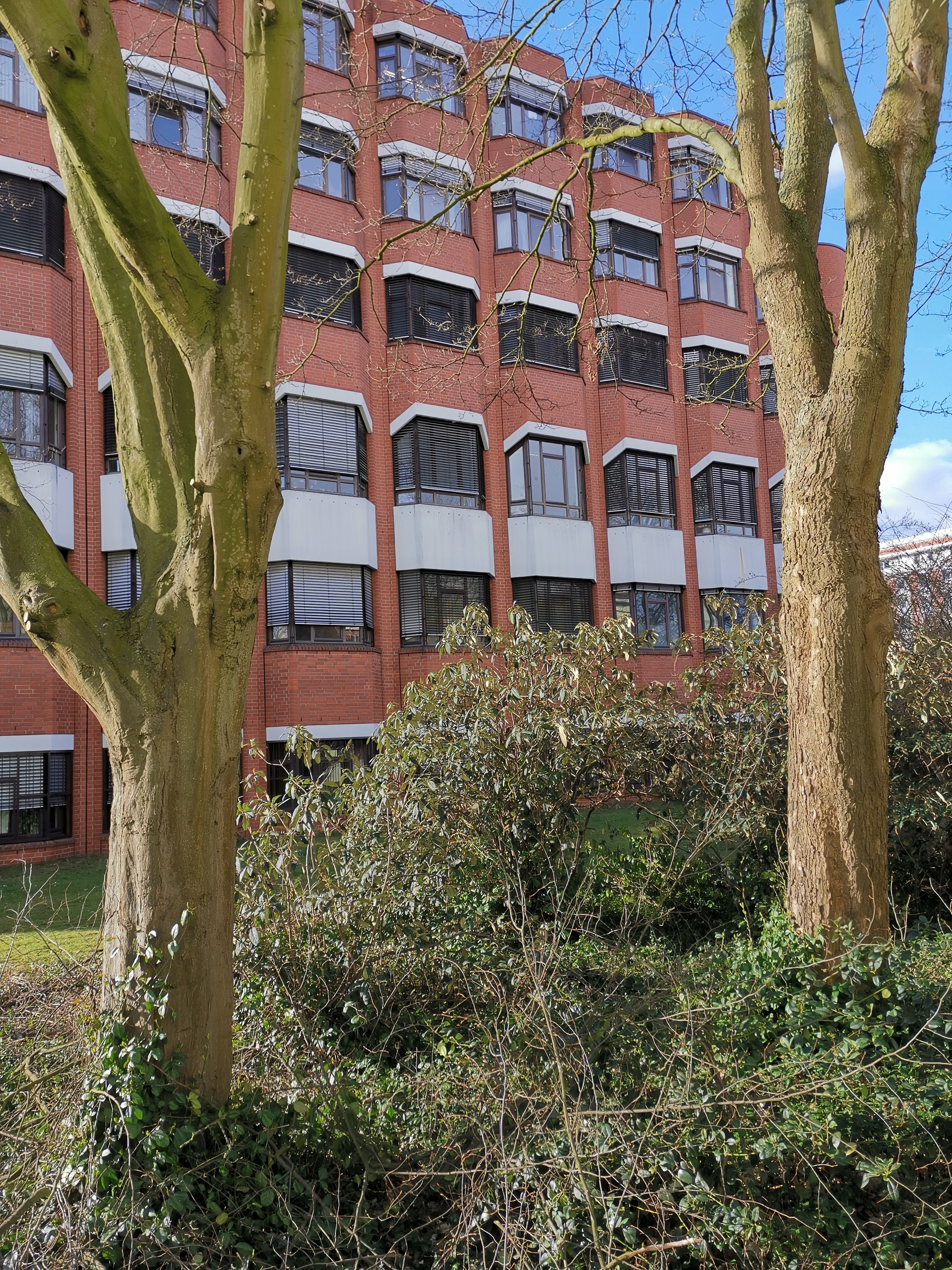
Frauenklinik Patientenzimmer mit Erkern